# U-344 (tàu ngầm Đức)
U-344 là một tàu ngầm tấn công  Lớp Type VII thuộc phân lớp Type VIIC được Hải quân Đức Quốc Xã chế tạo trong Chiến tranh Thế giới thứ hai. Nhập biên chế năm 1943, nó chỉ thực hiện được ba chuyến tuần tra và đánh chìm được một tàu chiến tải trọng 1.350 tấn. Trong chuyến tuần tra cuối cùng tại vùng biển Bắc Cực, U-344 bị một máy bay ném bom-ngư lôi Fairey Swordfish Hải quân Hoàng gia Anh xuất phát từ tàu sân bay hộ tống HMS Vindex thả mìn sâu đánh chìm vào ngày 22 tháng 8, 1944.

## Thiết kế và chế tạo

### Thiết kế

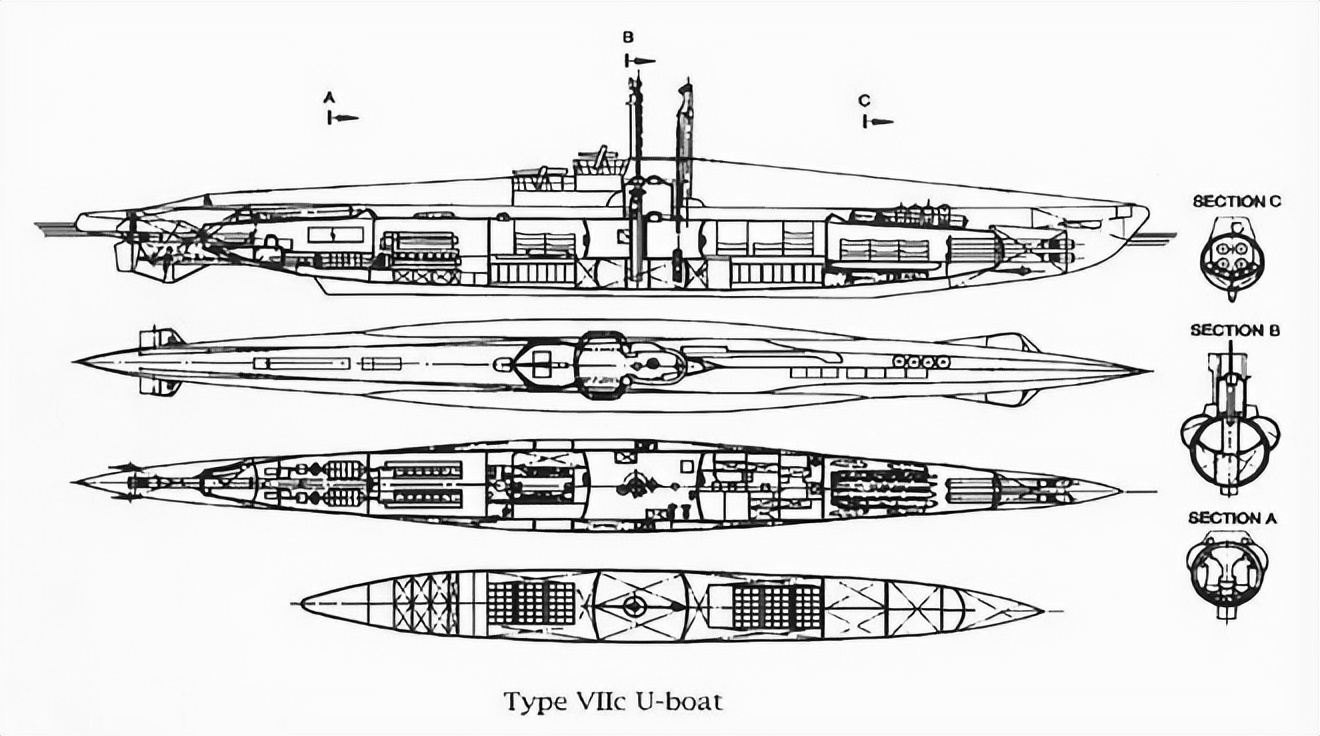
Sơ đồ các mặt cắt một tàu ngầm Type VIIC

Phân lớp VIIC của Tàu ngầm Type VII là một phiên bản VIIB được kéo dài thêm. Chúng có trọng lượng choán nước 769 t (757 tấn Anh) khi nổi và 871 t (857 tấn Anh) khi lặn). Con tàu có chiều dài chung 67,10 m (220 ft 2 in), lớp vỏ trong chịu áp lực dài 50,50 m (165 ft 8 in), mạn tàu rộng 6,20 m (20 ft 4 in), chiều cao 9,60 m (31 ft 6 in) và mớn nước 4,74 m (15 ft 7 in).
Chúng trang bị hai động cơ diesel Germaniawerft F46 siêu tăng áp 6-xy lanh 4 thì, tổng công suất 2.800–3.200 PS (2.100–2.400 kW; 2.800–3.200 bhp), dẫn động hai trục chân vịt đường kính 1,23 m (4,0 ft), cho phép đạt tốc độ tối đa 17,7 kn (32,8 km/h), và tầm hoạt động tối đa 8.500 nmi (15.700 km) khi đi tốc độ đường trường 10 kn (19 km/h). Khi đi ngầm dưới nước, chúng sử dụng hai động cơ/máy phát điện Garbe, Lahmeyer & Co. RP 137/c  tổng công suất 750 PS (550 kW; 740 shp). Tốc độ tối đa khi lặn là 7,6 kn (14,1 km/h), và tầm hoạt động 80 nmi (150 km) ở tốc độ 4 kn (7,4 km/h). Con tàu có khả năng lặn sâu đến 230 m (750 ft).
Vũ khí trang bị có năm ống phóng ngư lôi 53,3 cm (21 in), bao gồm bốn ống trước mũi và một ống phía đuôi, và mang theo tổng cộng 14 quả ngư lôi, hoặc tối đa 22 quả thủy lôi TMA, hoặc 33 quả TMB. Tàu ngầm Type VIIC bố trí một hải pháo 8,8 cm SK C/35 cùng một pháo phòng không 2 cm (0,79 in) trên boong tàu. Thủy thủ đoàn bao gồm 4 sĩ quan và 40-56 thủy thủ.

### Chế tạo
U-344 được đặt hàng vào ngày 20 tháng 1, 1941, và được đặt lườn tại xưởng tàu của hãng Nordseewerke ở Emden vào ngày 7 tháng 5, 1942. Nó được hạ thủy vào ngày 29 tháng 1, 1943, và nhập biên chế cùng Hải quân Đức Quốc Xã vào ngày 26 tháng 3, 1943 dưới quyền chỉ huy của Hạm trưởng, Đại úy Hải quân Ulrich Pietsch.

## Lịch sử hoạt động
Sau khi hoàn tất việc huấn luyện và chạy thử máy trong thành phần Chi hạm đội U-boat 8, U-344 được điều sang Chi hạm đội U-boat 3 từ ngày 1 tháng 4, 1944 để hoạt động trên tuyến đầu, rồi lại được điều sang Chi hạm đội U-boat 11 từ ngày 1 tháng 6.

### Chuyến tuần tra thứ nhất
U-344 di chuyển từ cảng Kiel, Đức đến cảng Flekkefjord (về phía Tây Kristiansand), và sau đó đến cảng Bergen cùng thuộc Na Uy vào cuối tháng 4 và đầu tháng 5, 1944. Nó xuất phát từ Bergen vào ngày 20 tháng 5 cho chuyến tuần tra đầu tiên trong chiến tranh, và hoạt động dọc bờ biển Na Uy cho đến khi đi đến cảng Narvik Na Uy vào ngày 27 tháng 5.

### Chuyến tuần tra thứ hai
Trong chuyến tuần tra tiếp theo diễn ra từ ngày 31 tháng 5 đến ngày 8 tháng 7, U-344 khởi hành từ Narvik để hoạt động trong biển Na Uy cho đến tận đảo Jan Mayen. Chiếc tàu ngầm kết thúc chuyến tuần tra tại Bogenbucht (về phía Tây Narvik) vào ngày 8 tháng 7.

### Chuyến tuần tra thứ ba - Bị mất
U-344 xuất phát từ Bogenbucht vào ngày 3 tháng 8 cho chuyến tuần tra thứ ba, cũng là chuyến cuối cùng, để tiếp tục hoạt động trong vùng biển Bắc Cực. Nó đã đánh chìm tàu sà lúp HMS Kite (1.350 tấn) thuộc Đoàn tàu JW 59 trong biển Barents vào ngày 21 tháng 8; chỉ có tám người trong tổng số 226 người của Kite sống sót. Sang ngày hôm sau, một máy bay ném bom-ngư lôi Fairey Swordfish thuộc Liên đội 825 Không lực Hải quân Hoàng gia Anh xuất phát từ tàu sân bay hộ tống HMS Vindex đã thả mìn sâu đánh chìm U-344 ở vị trí về phía Tây Bắc đảo Bear, tại tọa độ 74°54′B 15°26′Đ / 74,9°B 15,433°Đ. Toàn bộ 50 thành viên thủy thủ đoàn của U-344 đều đã tử trận.

### "Bầy sói" tham gia
U-344 từng tham gia hai bầy sói:
- Trutz (2 tháng 6 – 6 tháng 7, 1944)
- Trutz (17 – 22 tháng 8, 1944)

### Tóm tắt chiến công
U-344 đã đánh chìm được một tàu chiến tải trọng 1.350 tấn:
| Ngày             | Tên tàu  | Quốc tịch | Tải trọng              | Số phận      |
| ---------------- | -------- | --------- | ---------------------- | ------------ |
| 21 tháng 8, 1944 | HMS Kite | 1.350     | Hải quân Hoàng gia Anh | Bị đánh chìm |